# Список готичних споруд України
У переліку наведені всі відомі споруди, що були збудовані на теренах сучасної України за часів Середньовіччя у готичному стилі.
Готичний стиль прийшов на територію України у XIII ст. з Угорщини, а у XIV ст. — із Польщі. Згасання доби готики на українських землях розтягнулось майже до середини XVII ст. і збіглося з розвитком спочатку ренесансної архітектури, а згодом — барокової. Тому існує цілий ряд споруд, які побудовані у змішаному стилі.
Серед розглянутих у статті споруд є як виключно готичні будівлі, так і ті, які містять риси інших архітектурних стилів. До списку увійшли як пам'ятки, що повністю або частково збереглися, так і деякі втрачені або перебудовані.
У переліку відсутні споруди XIX⁣ — ⁣XX ст., що були побудовані у неоготичному стилі, який є лише імітацією середньовічної готики.
|  | Споруди, які переважно зберегли первісні архітектурні форми.              |
|  | Споруди, стиль яких зберігся частково, та має фрагментарний характер.     |
|  | Об'єкти, що не збереглись, або є фактично втраченими внаслідок перебудов. |

Список областей впорядковано за алфавітом, а об'єктів — за географічним принципом.

## Волинська область
| Назва                                        | Місцерозташування | Час спорудження або перебудови         | Примітки | Фото |
| -------------------------------------------- | ----------------- | -------------------------------------- | --- | ---- |
| Успенська церква Зимненського монастиря      | Зимне             | 1495, 1550-і рр.                       | Тринавний чотирьохстовпний храм із тридільною абсидою. Первісно мав дві кутові вежі зі сходу (знищені у 1724 р.) та дві вежі над західним нартексом. Сучасний вигляд храм отримав унаслідок перебудови 1899–1900 рр. у псевдоросійському стилі (К. П. Козлов). При цьому були частково знищені абсида та західна стіна, перекладена більшість склепіннь храму. |      |
| Троїцька церква Зимненського монастиря       | Зимне             | 1465 — 1475 рр.                        | Однонавний кубічний одноабсидний храм із однією масивною банею. Первісно мав стрільчасті вікна. |      |
| Мури Зимненського монастиря                  | Зимне             | XV — середина XVI ст.                  | Первісно мали 6 веж. У 1899–1900 рр. значна частина первісних мурів та 3 вежі знесені. Проїзна вежа-дзвіниця перебудована у псевдо російському стилі. |      |
| Петропавлівський костел                      | Олика             | Бл. 1450 р.                            | Хрещата, однонавна в плані споруда із виділеним трансептом. У 1612 р. перебудований у барокових формах. |      |
| Окольний замок                               | Луцьк             | XIV — XV ст.                           | До нашого часу збереглись лише 1 вежа (т.зв. Вежа Чарторийських, перебудована у XVII ст.) та залишки мурів. |      |
| Верхній замок (Замок Любарта)                | Луцьк             | 1-а половина XIV ст., перебудовувався. | Зведений на місті давніших укріпленнь XIII ст. Мури мають 3 вежі, які первісно були триярусними. Стіни первісно були зубчастими. |      |
| Палац у Верхньому замку                      | Луцьк             | 1-а половина XV ст.                    | Розібраний по цеглині у 1789 р., на його місті стоїть т.зв. Шляхетський будинок. |      |
| Троїцький костел                             | Любомль           | 1412 р.                                | Однонавна споруда. У 1640 р. збудована дзвіниця. Нинішній вигляд костел отримав унаслідок перебудови XIX ст. Первісні його склепіння не збереглись. |      |
| Спасо-Преображенська церква                  | Четвертня         | 1600 — 1604 рр.                        | Чотирьохстовпний одноабсидний храм. Побудований у готико-ренесансних формах. |      |
| Миколаївська церква Миколаївського монастиря | Мильці            | 1542 р.                                | Чотирьохстовпний однобанний храм із тридільною вівтарною частиною. Незважаючи на перебудови, зберіг всі основні частини. Окремо розташована масивна триярусна дзвіниця восходить до 1542 р., проте неодноразово перебудовувалась. |      |
| Анненський костел                            | Луків             | 1-а половина XVI ст.                   | Ренесансний з елементами готики. Однонавна споруда. Неодноразово перебудовувався. |      |

## Закарпатська область
| Назва                                    | Місцерозташування | Час спорудження або перебудови | Примітки | Фото                 |
| ---------------------------------------- | ----------------- | ------------------------------ | --- | -------------------- |
| Костел                                   | Берегове          | 1247 р.                        | Неодноразово перебудовувався у XVI–XIX ст. Тринавний шостистовпний храм. Вежа — 1846 р.                                                                  |                      |
| Костел                                   | Берегове          | XIV ст.                        | Неодноразово перебудовувався. Однонавний одноабсидний храм із вежею (остання перебудована у 1924 р.).                                                    |                      |
| Костел Серця Ісуса                       | Бене              | XIV ст.                        | Перебудований у 1657 р., проте зберігся в основних частинах.                                                                                             |                      |
| Костел                                   | Кідьош            | Межа XIII–XIV ст.              | Однонавний храм, який складається з двох прямокутних об'ємів давнішого вівтаря та нави. Фрески XIV ст. Окремо розташована дерев'яна дзвіниця — XVIII ст. |                      |
| Костел                                   | Четфалва          | XV ст.                         | Дещо перебудований у 1753 р. Однонавний храм із дерев'яною дзвіницею XVIII ст.                                                                           |                      |
| Костел Іоанна Хрестителя                 | Мужієво           | Межа XIII–XIV ст.              | Перебудований із романського храму 1117 р. Складався з двох прямокутних об'ємів вівтаря та нави. Зруйнований у 1657 р. Нині збереглись руїни.            |                      |
| Костел                                   | Мужієво           | XV ст.                         | Однонавний одноабсидний храм. Дерев'яна звіниця — XVIII ст.                                                                                              |                      |
| Вознесенський костел                     | Виноградів        | Межа XIII–XIV ст.              | Однонавний храм із подовженою вівтарною частиною. Вежа — початку XVI ст. Перебудовувався.                                                                |                      |
| Костел францисканського монастиря        | Виноградів        | Початок XVI ст.                | Однонавний храм із прибудовами — корпусами келій. Сильно перебудований у барокових формах після 1717 р.                                                  |                      |
| Угочанський замок (Канків)               | Виноградів        | Початок XIV ст.                | Перебудований із укріплень X–XI ст. Збереглися руїни. |                      |
| Королівський замок (замок Нялоб)         | Королево          | XIV — XV ст.                   | Збереглися руїни. |                      |
| Собор Святого Мартина                    | Мукачеве          | XIV — XV ст.                   | Від первісного храму, зруйнованого у 1904 р., залишилась лише вівтарна частина. Фрески XIV ст.                                                           |                      |
| Мукачавський замок (замок Паланок).      | Мукачеве          | Межа XIV–XV ст.                | На місці укріплення XI ст. Готичні елементи у переважній більшості втрачені внаслідок перебудов XVI — початку XVIII.                                     |                      |
| Чинадієвський замок (замок Сент-Міклош). | Чинадійово        | XIV ст.                        | Первісні елементи майже втрачені внаслідок перебудов XVI–XVII ст.                                                                                        |                      |
| Реформатський костел                     | Тячів             | XIII ст.                       | Від первісного храму, перебудованого у 1748 р. та у XIX ст., залишилась лише коробка стін.                                                               |                      |
| Реформатський костел                     | Руські Комарівці  | XIV ст.                        | Від первісного однонавного храму, перебудованого у XVIII ст., залишились лише нижні частини стін та дзвіниці.                                            |                      |
| Невицький замок                          | Невицьке          | Межа XIII–XIV ст.              | Зруйнований у 1644 р., збереглися руїни. |                      |
| Костел                                   | Сюрте             | XV ст.                         | Однонавний храм, який складається з двох прямокутних об'ємів вівтаря та нави. Має вежу-дзвіницю над головним порталом.                                   |                      |
| Реформатський костел                     | Часлівці          | XV ст.                         | Однонавний одноасбидний храм, з притвором та вежею. Перебудовувався у XIX–XX ст., проте зберіг основні свої частини.                                     |                      |
| Костел Святого Георгія                   | Ужгород           | XIV ст.                        | Неодноразово перебудовувався, знищений у середині XVIII ст., після пожежі.                                                                               |                      |
| Успенська церква (Горянська ротонда)     | Ужгород           | Межа XIV–XV ст.                | До романської шостиконхової ротонди XIII ст. прибудована готична прямокутна нава. Фрески XV ст.                                                          |                      |
| Костел Єлизавети                         | Хуст              | Межа XIII–XIV ст.              | Однонавний одноабсидний храм із вежею над головним порталом. Оточений мурованою огорожею XVI ст.                                                         | Файл:15022012539.jpg |

## Івано-Франківська область
| Назва                    | Місцерозташування | Час спорудження або перебудови | Примітки | Фото |
| ------------------------ | ----------------- | ------------------------------ | --- | ---- |
| Миколаївський костел     | Рогатин           | XV ст.                         | Перебудовувався у ренесансних та барокових формах, проте зберігся в усіх своїх основних частинах. Тринавний шостистовпний храм із подовженою вівтарною частиною. Має дві асиметричні прибудови-каплиці та вежу над головним порталом. |      |
| Церква Різдва Христового | Рогатин           | XIV — XV ст.                   | Двостовпний одноабсидний храм із вежею перед центральним порталом. |      |

## Львівська область
| Назва                                          | Місцерозташування | Час спорудження або перебудови       | Примітки | Фото |  |
| ---------------------------------------------- | ----------------- | ------------------------------------ | --- | ---- |  |
| Троїцький костел                               | Олесько           | 1545 р.                              | Первісно — чотирьохстовпний із подовженою вівтарною частиною. Перебудовувався у 1587 р. та у XIX ст. У 1620-і рр. прибудовані симетричні барокові каплиця та дзвіниця.                                                                                        |      |  |
| Хрестовоздвиженський костел                    | Городок           | 1419 р.                              | Фактично від первісної споруди залишились лише вівтарна частина та хор. У нинішньому своєму вигляді храм відноситься до реконструкції 1930-х рр. |      |  |
| Костел францисканського монастиря              | Городок           | 1419 р.                              | Перебудований у XIX ст. у купольну церкву. Від невеликого одноабсидного однобанного храму залишилась лише коробка стін. |      |  |
| Костел Святої Дороти                           | Тулиголове        | 1600 р.                              | Однонавний, одноабсидний. Притвор прибудований у 1920-і рр. |      |  |
| Вознесенський (Варфоломеївський) костел        | Дрогобич          | 1-а третина XV ст., середина XVI ст. | Чотирьохстовпний храм із подовженою вівтарною абсидою. Має дві північні каплиці — біля абсиди та північного порталу. Його дзвіниця — 1551 р., перебудована з вежі XIII–XIV ст.                                                                                |      |  |
| Оборонна вежа                                  | П'ятничани        | Кінець XV ст.                        | Залишок замку магнатів Сенявських. |      |  |
| Успенський костел                              | Білий Камінь      | 1613 р.                              | Готично-ренесансний костел сильно перебудований у 1727 р. у барокових рисах, проте зберіг первісний план. Він хрещатий, одноабсидний, із північно-східною каплицею.                                                                                           |      |  |
| Миколаївський костел                           | Вижняни           | 1400 — 1651 рр.                      | Первісно — маленький однонавний храм із притвором. У 1920-і рр. до нього прубудована чотирьохстовпна будівля нового костелу із вежею. |      |  |
| Миколаївська церква                            | Золочів           | XVI ст.                              | Однонавна, одноабсидна. У готико-ренесансному стилі. |      |  |
| Миколаївський костел                           | Куликів           | 1538 р.                              | Однонавний хрещатий, одноабсидний, із притвором та північно-східною каплицею. Первісні склепіння не збереглись. |      |  |
| Миколаївський костел                           | Бібрка            | 1-а третина XVII ст.                 | Збудований на місці костелу XV ст. Хрещатий, однонавний у плані, одноабсидний. Після реконструкції 1922 р. від первісної споруди залишилась лише західна частина.                                                                                             |      |  |
| Костел Святого Станіслава                      | Дунаїв            | 1485 р.                              | У 1585 р. перебудований. Однонавний хрещатий у плані храм із гранчастою абсидою та вежею над головним порталом. Він має північно-східну двокамерну каплицю.                                                                                                   |      |  |
| Успенська церква Унівського монастиря          | Унів              | Середина XVI ст.                     | Однонавний одноабсидний храм, у готико-ренесансному стилі. Дещо перебудований у 1741 р. (внесені елементи бароко). |      |  |
| Костел Святого Войцеха                         | Верхня Білка      | 1546 р.                              | Первісно — однонавний одноабсидний храм. Прибудовами 1869 та 1902 рр. перетворений на чотирьохстовпний, добудований притвор. |      |  |
| Костел Святої Катерини                         | Зимна Вода        | 1612 — 1625 рр.                      | Має також риси ренесансної оборонної архітектури. Однонавний хрещатий, одноабсидний, із вежею над головним порталом та притвором. |      |  |
| Костел Святого Станіслава                      | Давидів           | 1600-і рр.                           | Однонавний, первісно хрещатий у плані одноабсидний храм. Три членіння нави та нартекс прибудовані на початку XX ст. |      |  |
| Миколаївський костел                           | Чишки             | 1492 р.                              | Після неодноразових перебудов XVI–XVIII ст. від первісного храму залишилась лише абсида та частина південної стіни. Дзвіниця — XVII — початку XX ст. |      |  |
| Костел Святого Стиніслава                      | Щирець            | Початок XV ст.                       | Перебудовувався у 1553 р. та неодноразово у XVII–XX ст. Однонавний одноабсидний храм із вежею над головним порталом. Має пізніші прибудови. |      |  |
| Троїцька церква                                | Щирець            | Початок XVI ст.                      | Тридільний одноабсидний храм оборонного типу. |      |  |
| Костел Іоанна Хрестителя                       | Самбір            | 1530 — 1574 рр.                      | У готико-ренесансному стилі. У 1637–1642 рр. більша його частина зведена заново, від первісної будівлі залишились хори із нервюрними склепіннями. Чотирьохстовпний тринавний храм із подовженою вівтарною частиною, каплицями та вежею над головним порталом. |      |  |
| Каплиця                                        | Белз              | 1606 р.                              | Т.зв. «аріянська вежа». |      |  |
| Миколаївський костел домініканського монастиря | Белз              | 1-а половина XVI ст.                 | Неодноразово перебудовувався, особливо у XVII ст., у бароковому стилі. Зруйнований у 1944 р., залишились руїни. |      |  |
| Костел Святого Мартина                         | Нове Місто        | 1512 р.                              | На місті костелу XV ст. Неодноразово перебудовувався, реконструйований у 1889–1890 рр. Чотирьохстовпний, із подовженою абсидою та південною каплицею. |      |  |
| Костел Святого Мартина                         | Скелівка          | Межа XV–XVI ст.                      | Неодноразово перебудовувався, реконструйований у 1904 р. Напівзнищений під час Першої Світової війни, у 1920-і рр. відновлений. Однонавний із прямокутною абсидою та кількома каплицями. Має окремо розташовану вежу-дзвіницю.                                |      |  |
| Костел Святої Анни                             | Сусідовичі.       | 1585 — 1591 рр.                      | У готико-ренесансному стилі. Маленький однонавний одноабсидний храм, оточений будівлями кляштору кармелітів (бароко, XVII–XVIII ст.). |      |  |
| Михайлівський костел                           | Стара Сіль        | XV ст.                               | Побудований заново у барокових формах до 1660 р. Від старого майже нічого не лишилось. |      |  |
| Латинський кафедральний собор                  | Львів             | XIV-XV ст.                           | Зберіг готичний план, конструкцію мурів, склепінь. Надано барокового оздоблення інтер'єрам, прибудовам у 1770-х роках |      |  |

## Рівненська область
| Назва                                             | Місцерозташування | Час спорудження або перебудови | Примітки | Фото |
| ------------------------------------------------- | ----------------- | ------------------------------ | --- | ---- |
| Дубенський замок                                  | Дубно             | XV — XVI ст.                   | Неодноразово перебудовувався у XVII–XVIII ст. Значна його частина знищена. Від первіних елементів дійшов барбакан XVI ст — Луцька брама. |      |
| Мури Дерманського монастиря                       | Дермань Другий    | XV — XVII ст.                  | До нашого часу дійшли залишки стін та велична вежа-дзвіниця кінця XV ст. Остання отримала сучасний вигляд після надбудови та перебудови XIX. Первісні її міжповерхові перекриття не збереглись.                                                                  |      |
| Костел Антонія                                    | Корець            | 1533 р.                        | Збудований князями Корецькими. Однонавна одноабсидна споруда. Перебудовуваний у 1706 р. у бароковому стилі. В об'єм нового храму увійшли частини первісного готико-ренесансного храму. У цих частинах збереглися оригінальні зірчасті нервюрні склепіння XVI ст. |      |
| Троїцька церква Троїцького Межирицького монастиря | Межирич           | 1520-і рр.                     | Шестистовпний п'ятибанний триабсидний храм із симетричними прибудовами — келіями, що в кутових компаратиментах мають круглі оборонні вежі. |      |
| Острозький замок                                  | Острог            | Кінець XIV–XVI ст.             | Перебудовувався у ренесансних формах у XVI ст. До нашого часу дійшли залишки мурів та дві вежі. |      |
| Богоявленська церква                              | Острог            | 1520-і рр.                     | Чотирьохстовпний п'ятибанний храм з трьома абсидами. Фамільна церква-усипальниця Острозьких. В XVII–XIX ст. поступово руйнувалась, в 1887–1891 рр. перекладена на старій основі, проте зі значними викривленнями. Від первісного храму залишились рештки.        |      |
| Міські мури Острога                               | Острог            | Кінець XIV–XVI ст.             | До нашого часу дійшли лише перебудовані проїзна Луцька вежа та залишки Татарської брами. Нині вони мають ренесансні риси початку XVII ст. |      |
| Успенський костел                                 | Острог            | Початок XV ст.                 | До 1442 р. — церква, згодом домініканський костел. Після численних перебудов XVIII–XX ст. від старого храму залишилась лише частина абсиди. |      |

## Тернопільська область
| Назва                                          | Місцерозташування | Час спорудження або перебудови | Примітки | Фото |
| ---------------------------------------------- | ----------------- | ------------------------------ | --- | ---- |
| Миколаївський костел Бернардинського монастиря | Бережани          | Заснований у 1630 р.           | Однонавний одноабсидний храм. Добудований у 1683 р. в стилі бароко.                                                                                |      |
| Костел Різдва Богородиці                       | Бережани          | 1600 — 1626 рр.                | Хрещатий у плані, із бічними каплицями. Має також ренесансні риси. Барокова дзвіниця — 1741 р.                                                     |      |
| Успенський костел                              | Біще              | 1644 р.                        | Має також ренесансні риси. Хрещатий у плані, із вежею перед головним порталом. Нині — у жалюгідному становищі.                                     |      |
| Троїцький костел                               | Підгайці          | 1634 р.                        | Має також ренесансні риси. Хрещатий у плані, із вежею перед головним порталом. До храму примикають барокові та ренесансні прибудови XVII–XVIII ст. |      |
| Синагога                                       | Підгайці          | 1-а половина XVI ст.           | Первісно це був аріянський храм (збір). Оригінальні склепіння не збереглись.                                                                       |      |
| Замок                                          | Бучач             | XIV — XV ст.                   | Неодноразово перебудовувався, починаючи з 1538 р. Збереглись руїни.                                                                                |      |
| Замок                                          | Язловець          | XIV -XV ст.                    | Неодноразово перебудовувався. Збереглись руїни. |      |
| Миколаївська церква                            | Язловець          | 1551 р.                        | Однонавний одноабсидний храм. |      |
| Успенський костел                              | Язловець          | 1589 — 1591 рр.                | Однонавний храм, із ренесансними рисами. Прибудови XVII–XIX ст.                                                                                    |      |
| Синагога                                       | Гусятин           | Кінець XVI ст.                 | Має також ренесансні риси. |      |
| Костел бернардинців                            | Гусятин           | XVI ст., 1610 р.               | Тринавний храм, чотирьохстовпний. Склепіння перекладені у XVIII ст.                                                                                |      |
| Костел Антонія                                 | Залізці           | початок XVII ст.               | Триконховий, був перекритий нервюрними склепіннями. Нині — у жалюгідному становищі.                                                                |      |
| Миколаївський костел Кременецького монастиря   | Кременець         | 1633 — 1636 р.                 | Однонавний одноабсидний, із ренесансними рисами. Має барокове оздоблення та численні прибудови XVIII ст.                                           |      |
| Замок                                          | Кременець         | XIII — XIV ст.                 | Багато разів перебудовувався, збереглись рештки.                                                                                                   |      |
| Троїцький костел                               | Долина            | 1611 — 1634 рр.                | Однонавний одноабсидний, ренесансно-готичний. Із триконховою вівтарною частиною. Над головним порталом має вежу-дзвіницю.                          |      |
| Церква Іоанна Предтечі                         | Баворів           | XVI ст.                        | Первісно — зальна однонавна одноабсидна церква. Перебудована у 1747 р.                                                                             |      |

## Хмельницька область
| Назва                                          | Місцерозташування     | Час спорудження або перебудови    | Примітки | Фото |
| ---------------------------------------------- | --------------------- | --------------------------------- | --- | ---- |
| Синагога                                       | Сатанів               | 1532 р.                           | У ренесансному стилі з елементами готики. |      |
| Замок та міські укріплення                     | Сатанів               | XIV — XV ст.                      | Неодноразово перебудовувались у XVI–XVII ст., коли набув «регулярного» плану. До нашого часу дійшли залишки мурів та одна кругла вежа XIV ст.,а також міська брама, не враховуючи пізніших укріпленнь.                         |      |
| Троїцька церква Троїцького монастиря           | Сатанівська Слобідка  | 1-а половина XVI ст.              | Однонавний одноабсидний храм. Перебудований у 1744 р. |      |
| Костел Іоанна Хрестителя                       | Ізяслав               | 1599 р.                           | Шестистовпний одноабсидний храм. Зберігся у руїнованому стані. |      |
| Вірменський костел                             | Кам'янець-Подільський | Межа XIV–XV ст., 1495 р.          | Неодноразово перебудовувався, знищений у радянські часи. Залишилась лише дзвіниця (перебудована у ренесансному стилі у XVI ст).                                                                                                |      |
| Кам'янець-Подільська фортеця                   | Кам'янець-Подільський | XIV — XV ст.                      | До нашого часу дійшла перебудованою у XVI–XVII ст. |      |
| Миколаївський костел домініканського монастиря | Кам'янець-Подільський | Межа XV–XVI ст.                   | Неодноразово перебудовувався, нині має риси також ренесанса і бароко. Тринавний храм із подовженою вівтарною частиною. |      |
| Петропавлівський кафедральний костел           | Кам'янець-Подільський | 1420-і рр.                        | Перебудований у середині XVIII ст. у бароковому стилі, проте зберіг всі основні частини. чотирьохстовпний тринавний храм із подовженою вівтарною частиною. Має численні прибудови XVII–XIX ст.                                 |      |
| Магістрат                                      | Кам'янець-Подільський | Початок XV ст.                    | Перебудований у 1616 р., потім у XIX ст. Первісно — двоповерхова споруда із восьмиповерховою вежею. |      |
| Францисканський костел                         | Кам'янець-Подільський | Початок XV ст.                    | Однонавна споруда. Внаслідок перебудов та прибудов XVII–XVIII ст. втратив готичні риси. |      |
| Успенський костел                              | Летичів               | 1608 — 1638 рр.                   | Має готичні та ренесансні риси. Має численні прибудови. Одонавна споруда із подовженою вівтарною частиною. |      |
| Замок                                          | Меджибіж              | Заснований у XIV ст.              | Внаслідок перебудов отримав ренесансний вигляд. В середині замку збереглась зальна церква кінця XVI ст. |      |
| Замок                                          | Старокостянтинів      | 1561 — 1571 рр.                   | Ренесансний з окремими рисами готики. В тому числі зальна Троїцька церква. |      |
| Домініканський костел із оборонною вежею       | Старокостянтинів      | XVI ст. (вежа), 1612 р. (костел). | У готико-ренесансному стилі. Нині вони у руїнованому стані. |      |
| Покровська церква                              | Сутківці              | Заснована у XIV ст.               | Первісно — фортечна споруда, бл. 1467 р. перебудована у чотирьохконхову в плані церкву. |      |
| Покровська церква                              | Шарівка               | Заснована у XIV ст.               | Первісно була лише мурована вежа. У XVI ст. прибудована триконхова церква, а вежа перетворена на дзвіницю. Первісні склепіння не збереглись. Цей храм -один із перших тетраконхових храмів, поширених на Поділлі у XV–XVII ст. |      |